# Напад на острів Диявола
Напад на острів Диявола (англ. Assault on Devil's Island) — американський пригодницький бойовик 1997 року.

## Сюжет
Перед легендарним командиром «морських котиків» — самого елітного спецназу США, і видатним майстром бойових мистецтв Майком МакБрайдом поставлене неймовірно важке і відповідальне завдання. Він повинен провести операцію по звільненню з загубленого в океані острова Диявола жіночої олімпійської збірної США з гімнастики, захопленої в заручники південноамериканським наркокартелем, щоб помститися за арешт свого боса.

## У ролях
- Халк Хоган — Майк МакБрайд
- Карл Везерс — Рой Браун
- Шеннон Твід — Мисливець Вайлі
- Мартін Коув — Енді Пауерс
- Тревор Годдар — Фрейкер
- Крістофер Дуглас — Чез
- Майк Вайт — Дерек
- Біллі Бленкс — Кріган
- Біллі Драго — Карлос Галліндо
- Вів'єн Сендейдіего — Керол
- Девід Ентоні Піццуто — мер